# تيار حراري
التيار الحراري هو معدل التبادل الحركي بين الجزيئات، منسوبًا إلى المادة التي يحدث فيهاالحركة، ويتم تعريفه كـ: {\displaystyle {\frac {dQ}{dt}}}، حيث أن {\displaystyle Q} ترمز إلى الحرارة بينما {\displaystyle t} تُشير إلى الزمن.
وفي حالة انتقال الحرارة بواسطة التوصيل الحراري فيتم تعريف التيار الحراري بواسطة قانون جوزيف فورييه
{\displaystyle {\frac {\partial Q}{\partial t}}=-k\oint _{S}{{\overrightarrow {\nabla }}T\cdot \,{\overrightarrow {dS}}}}
حيث
{\displaystyle {\big .}{\frac {\partial Q}{\partial t}}{\big .}} هي كمية الحرار المنقولة خلال وحدة الزمن [W] و :
{\displaystyle {\overrightarrow {dS}}} هي متجهة عنصر مساحة السطح بالمتر المربع
وعند تكامل المعادلة التفاضلية التي بالأعلى بالنسبة إلى مادة متجانسة ذات بُعد واحد يبدأ وينتهي بنقطتين مختلفتين وبدرجة حرارة ثابتة يعطينا التكامل معدل التدفق الحراري كـ
{\displaystyle {\big .}{\frac {\Delta Q}{\Delta t}}=-kA{\frac {\Delta T}{\Delta x}}}
حيث أن
A هي المساحة المقطعية للسطح,
{\displaystyle \Delta T} هي الفرق في درجات الحرارة بين النقطتين ,
{\displaystyle \Delta x} هي المسافة بين النقطتين.
وفي حالة الإشعاع الحراري سوف يتم تعريف التيار الحراري كـ
{\displaystyle W=\sigma \cdot A\cdot T^{4}}
حيث ثابت التناسب {\displaystyle \sigma } هو ثابت ستيفان-بولتزمان، و {\displaystyle A} هي مساحة السطح المُشع، بينما {\displaystyle T} هي درجة حرارة الجسم المُشع.
ويمكن التفكير في التيار الحراري بأنه التوزيع الإجمالي الفونوني مضروبًا في طاقة فونون واحد مضروبًا في سرعة الموجة الفونونية، والتوزيع الفونوني لوضع فونون معين يمكن الحصول عليه بواسطة معامل بوز-أينشتاين والذي يعتمد علي درجة حرارة الفونون وطاقته.